# مقدوس
مقدوس یا مکدوس نوعی بادنجان پرورده برمبنای روغن زیتون است که بخشی از آشپزی کشورهای سرزمین شام (اردن، لبنان، دولت فلسطین، اسرائیل، سوریه) را تشکیل می‌دهد.
مقدوس درواقع بادمجان‌های مینیاتوری و تند پرشده از گردو، فلفل قرمز، سیر، روغن زیتون و نمک هستند که گاهی پودر پودر چیلی نیز به آن اضافه می‌شود.